# فراسكارولو (بافيا)
فراسكارولو (بالإيطالية: Frascarolo)‏ هي بلدة تقع في مقاطعة بافيا بإقليم لومبارديا في شمال إيطاليا. تبلغ مساحة هذه المدينة 23.4 (كم²)، وترتفع عن سطح البحر م، بلغ عدد سكانها 1277 نسمة في عام 2004 حسب إحصاء المعهد الوطني للإحصاء.

## السكان
في سنة 1861 بلغ عدد السكان 2٬081 نسمة، وتطور العدد ليصل في سنة 2011 لـ 1٬214 نسمة.
يظهر هذا المخطط البياني تطور النمو السكاني لـ فراسكارولو (بافيا)